# Саныяхтахский наслег
Саныяхтахский наслег — сельское поселение в Олёкминском районе Якутии Российской Федерации.
Административный центр — село Саныяхтах.

## История
Статус и границы сельского поселения установлены Законом Республики Саха (Якутия) от 30 ноября 2004 года N 173-З N 353-III «Об установлении границ и о наделении статусом городского и сельского поселений муниципальных образований Республики Саха (Якутия)».

## Население
| 2002 | 2010 | 2011 | 2012 | 2013 | 2014 | 2015 |
| ---- | ---- | ---- | ---- | ---- | ---- | ---- |
| 1036 | ↘987 | ↘986 | ↘839 | ↘833 | ↗846 | ↘836 |
| 2016 | 2017 | 2018 | 2019 | 2020 | 2021 |      |
| ↗853 | ↗859 | ↘844 | ↘831 | ↘816 | ↘793 |      |

## Состав сельского поселения
| № | Населённый пункт | Тип населённого пункта       | Население |
| - | ---------------- | ---------------------------- | --------- |
| 1 | Алексеевка       | посёлок                      | ↘0        |
| 2 | Малыкан          | посёлок                      | ↘88       |
| 3 | Марха            | посёлок                      | ↘112      |
| 4 | Саныяхтах        | село, административный центр | ↘438      |